# Banyankole
I Banyankole (talvolta trascritto come Banyaankole o Banyankore, o abbreviato in Nkole o Nkore) sono un gruppo etno-linguistico dell'Africa centro-orientale, appartenente al più vasto insieme dei popoli bantu. Abitano una regione dell'Uganda sudoccidentale che comprende i distretti di Mbarara, Bushenyi e Ntungamo e che corrisponde in parte al regno di Ankole, uno dei regni tradizionali dell'Uganda. Comunità di cultura banyankole si trovano anche altrove, per esempio nel distretto di Rukungiri. La lingua propria dei Banyankole prende il nome di Runyankole.
La società tradizionale banyankole è suddivisa in due sottogruppi simili a caste: i Bahima (il gruppo dominante) e i Bairu.

## Lingua
La lingua nativa dei Banyankole, il runyankole, è del gruppo delle lingue bantu, a loro volta appartenenti al più ampio gruppo linguistico delle lingue niger-kordofaniane (o lingue "Niger-Congo"). Come le altre lingue bantu, il runyankole è caratterizzato da un complesso sistema di prefissi, infissi e suffissi che si applicano alle radici verbali per specificarne il significato. Per esempio, alla radice nyankole si applicano diversi prefissi per indicare il popolo (col prefisso ba- che indica pluralità, lo stesso usato nei nomi ba-hima e ba-iru), un particolare individuo appartenente a questo popolo (col prefisso mu- che indica il singolare) la lingua (col prefisso ru- che indica la lingua) e così via. Nella letteratura occidentale si tende a usare la forma plurale banyankole in senso più indeterminato.
Oltre al runyankole, gran parte dei Banyankole capiscono e parlano anche le lingue nazionali dell'Uganda, ovvero l'inglese e lo swahili.

## Storia
Come per gli altri gruppi bantu, le origini dei Banyankole sono da cercarsi nella regione del bacino del Congo. L'etnia banyankole corrisponde al popolo dell'antico regno di Ankole, che esisteva già in epoca precoloniale e mantenne una sua identità politica fino al 1967, quando i regni tradizionali ugandesi vennero aboliti per volere del governo. A differenza di altri regni, che furono in seguito restaurati (pur con valenza più culturale che amministrativa), il regno di Ankole non è più riconosciuto formalmente nell'Uganda moderno.
La suddivisione dei banyankole in Bahima e Bairu ha origini storiche, in quanto i due gruppi giunsero nella regione del regno di Ankole in epoche diverse; i Bahima giunsero successivamente, ed entrarono in relazione con la preesistente popolazione di agricoltori, dando luogo alla cultura "mista" di Ankole e al rapporto di simbiosi fra i due gruppi.

## Cultura

### Società
La società banyankole è strutturata in due sottogruppi, i Bahima (singolare: muhima) e i Bairu (singola: mwiru). I Bahima sono il gruppo dominante, tradizionalmente dediti all'allevamento, mentre i Bairu sono agricoltori. La suddivisione fra i due gruppi non è però definita esclusivamente dalle rispettive attività; un mwiru può possedere bestiame (nel qual caso viene detto mwambari) e un muhima potrebbe non possederne (nel qual caso viene detto murasi). Una seconda suddivisione della società è quella in clan, trasversale rispetto alla distinzione fra Bahima e Bairu (a uno stesso clan appartengono sia Bahima che Bairu). In ogni caso, il prestigio di un Bahima e il suo ruolo nella società sono strettamente legati al numero di capi di bestiame che possiede.

### Matrimonio
Tradizionalmente sono i genitori del ragazzo a organizzare il suo matrimonio, prendendo contatti con la famiglia della ragazza e accordandosi sul prezzo della sposa (che sarebbe stato comunque rimborsato se il matrimonio fosse in seguito fallito). Una ragazza non poteva essere offerta in matrimonio prima che le sue sorelle maggiori non fossero tutte sposate. Durante la cerimonia, la sposa è accompagnata tra gli altri da una zia, che ricopre un ruolo particolare, legato alla valutazione della prestanza sessuale dello sposo. A seconda delle tradizioni risulta che la zia della sposa abbia il ruolo di avere un rapporto sessuale con lo sposo prima della sposa, o che abbia solo la funzione di assistere al primo rapporto della coppia, e consigliare la sposa su come comportarsi (la tradizione vuole che la sposa arrivi vergine al matrimonio).
Una pratica tradizionale della società banyankole, oggi in gran parte decaduta, prevedeva che un ragazzo rifiutato da una ragazza potesse costringerla a sposarlo secondo specifiche modalità, note complessivamente col nome di okuteera oruhoko. L'attuazione di questa pratica veniva considerata poco onorevole e implicava il pagamento di un prezzo della sposa particolarmente elevato (due o tre volte il normale), per cui a metterla in atto erano in genere gli uomini che si trovavano a non avere alternative. La parte in eccesso del prezzo della sposa non era soggetta a rimborso in caso di fallimento del matrimonio.
Uno dei modi in cui il pretendente poteva mettere in atto l'okuteera oruhoko consisteva nel lanciare un gallo in casa della ragazza. Secondo la tradizione, la ragazza avrebbe dovuto in questo caso seguire immediatamente il suo pretendente a casa di lui. In particolare, se il gallo avesse cantato prima che lei si fosse allontanata, una persona della famiglia sarebbe morta immediatamente. Gesti rituali con effetto analogo erano: strofinare il viso della ragazza con miglio pestato, bagnare il viso della ragazza col latte, metterle una corda attorno al collo, o metterle in testa una particolare pianta nota come orwihura.
Nell'antica cultura bayankole, come in altre culture africane, era considerato normale che una donna avesse rapporti sessuali con i parenti del marito, e i bambini eventualmente concepiti avevano lo stesso status di quelli nati all'interno del matrimonio.

### Nascita
Nella cultura banyankole, dopo il parto, la madre si ritira per tre o quattro giorni (a seconda che il bambino sia una femmina o un maschio, rispettivamente) in un isolamento noto come ekiriri, a cui segue il ricongiungimento con lo sposo e la ripresa dell'attività sessuale (okucwa eizaire). Al termine del ritiro si decide il nome del neonato, scelto dal padre o, in subordine, dal nonno e dalla madre. Il nome è in genere legato a eventi accaduti ai genitori, o al momento e al luogo in cui avviene la nascita, o riprende il nome di un antenato.

### Riti funebri
Nella tradizione banyankole, il corpo di un defunto viene tenuto per qualche tempo nella sua casa, affinché i parenti abbiano il tempo di raccogliersi per compiangerlo. Il corpo viene quindi sepolto (nei campi per i Bairu, nel recinto o kraal per i Bahima). La sepoltura avviene solitamente nel pomeriggio, e la salma viene appoggiata su un fianco (il sinistro per le donne, il destro per gli uomini), rivolta verso est. Alla sepoltura seguono tre o quattro giorni di lutto a seconda che il defunto sia una donna o un uomo; in questi giorni i parenti restano vicini alla salma, dormendo a casa sua; il lavoro manuale, e in particolare l'atto di scavare, sono proibiti perché si ritiene che questa azione potrebbe portare devastanti tempeste. Alla sepoltura seguono diversi riti funebri in funzione dell'età e dello status sociale del defunto.
Il suicidio è considerato tabù, e un corpo che venga trovato impiccato a un albero richiede uno speciale rito; la corda non può essere tagliata da chiunque, ma solo da una donna che abbia superato la menopausa e che sia stata preparata con speciali incantesimi protettivi, in quanto altrimenti si crede che chiunque tagli la corda dell'impiccato sia destinato a morire egli stesso a breve. Il corpo del defunto non può essere toccato, tanto che la sua sepoltura deve essere preparata immediatamente sotto il suo corpo, in modo che esso vi cada dentro da solo quando la corda viene tagliata. Per una morte per suicidio non è previsto alcun periodo di lutto.
Anche la morte di donne e ragazze vergini richiede specifici riti, concepiti per placare l'insoddisfazione della defunta e impedire che questa spinga il suo spirito a perseguitare i vivi; in particolare, uno dei suoi fratelli deve simulare l'atto sessuale con la salma, un rito noto come okugyeza empango ahamutwe. Il corpo viene quindi condotto fuori di casa attraverso la porta posteriore. Riti speciali di questo genere vengono messi in pratica anche quando il defunto è un uomo celibe.

### Cibo e bevande
I banyankole producono un particolare tipo di birra ottenuta da succo di banana, acqua e sorgo lasciati a fermentare in uno speciale contenitore di legno detto obwato. La birra ha una serie di importanti funzioni rituali nella vita sociale del villaggio. In particolare, alla produzione di birra è associato un festeggiamento noto come entereko, in cui la birra appena prodotta viene offerta ai vicini per consolidare i buoni rapporti all'interno della comunità. L'entereko è anche un momento di ritrovo importante dal punto di vista politico, poiché in questa occasione gli uomini si riunivano anche per discutere di questioni importanti per il loro villaggio o per l'intero regno. L'entereko è festeggiato anche con una danza tradizionale nota come ekyitaguriro e con il racconto di storie della tradizione orale, soprattutto relative a guerre del passato.
Il principale alimento della dieta banyankole è il miglio, ma svolgono un ruolo importante anche le banane, le patate e la cassava, anche se gli ultimi due alimenti sono considerati di livello inferiore e utilizzati solo in caso di necessità; per lo stesso motivo, non è considerato onorevole offrirne agli ospiti. Le patate cotte sono considerate adatte solo a donne e bambini. Questi alimenti fondamentali vengono conditi con salse prodotte con fagioli, piselli, arachidi e verdure, o con la carne degli animali d'allevamento o della cacciagione. Il decoro di una famiglia è strettamente legato alla sua capacità di rimanere autosufficiente dal punto di vista dell'alimentazione; l'atto dell'okushaka (chiedere il permesso ai vicini di lavorare nei loro campi in cambio di una parte del raccolto) viene considerato degradante. Sempre per motivi di decoro, per enfatizzare la capacità di una famiglia di procacciarsi cibo, viene considerato disdicevole consumare tutto il proprio pasto.
Coerentemente con il loro ruolo nella società e la loro attività di allevatori, i Bahima hanno un'alimentazione speciale, in cui ai prodotti dell'agricoltura (ottenuti dai Bairu barattandoli con latte e altri prodotti di origine animale) si aggiungono, con ruolo predominante, latte e uno speciale preparato a base di sangue chiamato enjuba. La varietà di bovini allevati dai Bahima prende il nome di "Ankole", come l'antico regno, ed è caratterizzata da corna particolarmente lunghe e appuntite.

### Mitologia e religione
La maggior parte dei banyankole sono cristiani; le denominazioni predominanti sono il cattolicesimo e la Chiesa dell'Uganda, che è anglicana. Il cristianesimo ha largamente soppiantato la religione tradizionale, che tuttavia sopravvive in alcune zone e relativamente ad alcune credenze specifiche, per esempio legate al culto degli antenati.
La religione tradizionale banyankole fa risalire l'origine di questo popolo a Ruhanga, divinità suprema e contemporaneamente primo antenato del popolo banyankole. All'origine Ruhanga discese dalla sua casa (situata in cielo, oltre le nuvole) nella terra di Ankole per governare sul mondo. Ruhanga aveva tre figli (Kairu, Kakama e Kahima), che mise alla prova chiedendo loro di tenere recipienti colmi di latte sulle ginocchia per tutta la notte. Kakama (il più giovane) fu quello che si mostrò più abile in questa prova, e Ruhanga decise quindi che Kakama sarebbe stato il suo erede e che i fratelli maggiori lo avrebbero servito. Questo mito ha lo scopo di giustificare la stratificazione sociale della società banyankole, e in particolare la sottomissione dei Bairu nei confronti dei Bahima (discendenti di Kakama).
Nel sistema di credenze tradizionale dei Banyankole, la morte non è considerata come un evento naturale o inevitabile, bensì come la conseguenza di una maledizione umana o divina. Questa credenza è espressa anche da un proverbio, tihariho mufu atarogyirwe ("nessun corpo muore senza essere maledetto").
Come in altre religioni bantu, il creatore supremo (Ruhanga) non è oggetto di culto diretto da parte degli uomini; questi si rivolgono soprattutto a divinità minori protettrici delle famiglie e dei clan della società banyankole, note come emandwa. Ogni famiglia ha un proprio altare adibito al culto dei propri emandwa, dove si svolgono i riti propiziatori necessari per chiedere l'aiuto dei queste divinità, noti come okubandwa. Presso questo altare viene offerta birra e carne.

## Folklore
Come nella maggior parte delle culture bantu e delle culture dell'Africa subsahariana in genere, la tradizione orale banyankole è ricca di favole (spesso con animali per protagonisti), filastrocche e proverbi che svolgono funzione di insegnamenti morali. A queste si aggiungono le vere e proprie leggende, principalmente relative alla storia del regno e della dinastia regale.